# Vuelta a España 1988
La 43.ª edición de la Vuelta a España se disputó del 25 de abril al 15 de mayo de 1988 con un recorrido de 3.440 km dividido en un prólogo y 20 etapas con inicio en Santa Cruz de Tenerife y final en Madrid. Fue la última vez que la Vuelta a España transitó por las Islas Canarias hasta la fecha..
Participaron 180 corredores repartidos en 18 equipos, de los que solo lograron finalizar la prueba 116 ciclistas.
El vencedor, el irlandés Sean Kelly cubrió la prueba a una velocidad media de 38,506 km/h.
Sean Kelly partía como principal favorito, tras su mala fortuna en la Vuelta del año anterior, mientras que el colombiano Lucho Herrera defendía su título. La gran ausencia era la de Perico Delgado, que había optado por correr el Giro de Italia en lugar de la Vuelta, en vistas de su preparación de cara al Tour de Francia. El equipo BH, dirigido por Javier Mínguez, presentaba un sólido grupo de buenos corredores, destacando hombres como Álvaro Pino o Anselmo Fuerte.
La etapa prólogo se disputó en uno novedoso formato de cinco series de 36 corredores cada una, con dos competidores por equipo, y con los líderes de equipo en la quinta serie.
Durante la primera etapa, se produjo la escapada de Laudelino Cubino, Iñaki Gastón y Jokin Mujika, quienes llegaron destacados a línea de meta, donde se impuso Gastón y Cubino se vistió de amarillo.
Cabe destacar, que durante el recorrido de Tenerife, se colocaron chinchetas y clavos en el asfalto.
El corredor bejarano del BH ampliaría su ventaja sustancialmente en la clasificación general al día siguiente, tras disputarse la contrarreloj por equipos, la cual se adjudicó su equipo. Aquel día, la nota más importante fue el tiempo perdido por el equipo de Sean Kelly, el KAS, que perdió más de un minuto.
Según la Vuelta se dirigía hacia el norte, el neerlandés del Caja Rural, Mathieu Hermans, imponía su punta de velocidad en el pelotón de forma clara. Al final de la Vuelta, habría ganado seis etapas en total. Al mismo tiempo el viento, los abanicos y los cortes hacían estragos en el pelotón y dejaron a las primeras de cambio sin opción de triunfo a hombres como Pino, Julián Gorospe y Herrera entre otros.
La cordillera Cantábrica presentaba las primeras dificultades montañosas de la Vuelta. Durante la primera etapa seria, con final en la estación de esquí de Valgrande-Pajares en la Urbanización de El Brañillín, se ascendieron los puertos de la Cobertoria y Pajares. Álvaro Pino fue de los primeros en atacar, en compañía del colombiano Lucho Herrera, entre otros. Sin embargo, el corredor gallego lograría desembarazarse de sus compañeros de escapada, adjudicándose la victoria de etapa. El joven ciclista bejarano, Lale Cubino, no solo logró aguantar durante la etapa, sino que en línea de meta junto con Arroyo, Fuerte y Parra, aventajaron a Millar en medio minuto, y a Kelly y Dietzen en casi un minuto. Al día siguiente, se disputó una corta cronoescalada al Alto del Naranco. Álvaro Pino, haciendo gala de su buen estado de forma, se adjudicó su segunda victoria consecutiva. Cubino, por su parte, realizó una buena contrarreloj, manteniendo a raya al irlandés Kelly.
La siguiente etapa de montaña, con final en la estación de Valdezcaray, no supuso diferencias entre los corredores más importantes. Sin embargo, sí supondría diferencias la primera etapa pirenaica, con final en la estación de Cerler. El triunfo de aquel día fue para el colombiano Fabio Parra, que entraba en meta junto a Anselmo Fuerte, que se situaba segundo en la general, a solo tres segundos de su compañero Cubino, el cual sufrió bastante durante aquel día para mantener el liderato. Kelly se situaba tercero en la general, a poco más de medio minuto del ciclista bejarano.
Cubino perdería el maillot amarillo durante el transcurso de la 16.ª etapa, con final en Albacete, en beneficio de su compañero de equipo Anselmo Fuerte. Sin embargo, aún restaba una etapa importante, una contrarreloj de 30 kilómetros a las afueras de Madrid. Como ya sucediera el año anterior, el irlandés Kelly partía como gran favorito, al ser su especialidad preferida.
Sean Kelly no defraudó, y se impuso con autoridad al resto de corredores. Esta vez, ya nada le ocurriría al ciclista irlandés, que lograba así, tras varios años infructuosos, ganar la Vuelta ciclista a España. Reimund Dietzen tras la contrarreloj se situaba a escasos segundos de Fuerte en la general, al que finalmente superó merced a las bonificaciones de la última etapa para colocarse segundo, mientras que Anselmo Fuerte pasaba a ser tercero y los 3 ocupaban el podio final de Madrid. Laudelino Cubino, gran revelación de la Vuelta 1988, finalizó en cuarto lugar.

## Etapas
| Etapa   | Fecha       | Recorrido                                       | Km        | Ganador              | Líder             |
| Prólogo | 25 de abril | Santa Cruz de Tenerife                          | 17,4      | Ettore Pastorelli    | Ettore Pastorelli |
| 1.ª     | 26 de abril | S. Cristóbal de la Laguna-Sta. Cruz de Tenerife | 210       | Iñaki Gastón         | Laudelino Cubino  |
| 2.ª     | 27 de abril | Telde - Las Palmas de Gran Canaria              | 34 (CRE)  | BH                   | Laudelino Cubino  |
| 3.ª     | 28 de abril | Alcalá del Río-Badajoz                          | 210       | Mathieu Hermans      | Laudelino Cubino  |
| 4.ª     | 29 de abril | Badajoz-Béjar                                   | 234       | Francisco Navarro    | Laudelino Cubino  |
| 5.ª     | 30 de abril | Béjar-Valladolid                                | 202       | Mathieu Hermans      | Laudelino Cubino  |
| 6.ª     | 1 de mayo   | Valladolid-León                                 | 160       | Mathieu Hermans      | Laudelino Cubino  |
| 7.ª     | 2 de mayo   | León-Brañillín                                  | 176,7     | Álvaro Pino          | Laudelino Cubino  |
| 8.ª     | 3 de mayo   | Oviedo-Alto del Naranco                         | 6,8 (CRI) | Álvaro Pino          | Laudelino Cubino  |
| 9.ª     | 4 de mayo   | Oviedo-Santander                                | 197,3     | Mathieu Hermans      | Laudelino Cubino  |
| 10.ª    | 5 de mayo   | Santander-Valdezcaray                           | 217,2     | Sean Kelly           | Laudelino Cubino  |
| 11.ª    | 6 de mayo   | Logroño-Jaca                                    | 197,5     | Sean Yates           | Laudelino Cubino  |
| 12.ª    | 7 de mayo   | Jaca-Estación de Cerler                         | 178,2     | Fabio Parra          | Laudelino Cubino  |
| 13.ª    | 8 de mayo   | Benasque- Andorra                               | 190,3     | Iñaki Gastón         | Laudelino Cubino  |
| 14.ª    | 9 de mayo   | Seo de Urgel-San Quirico de Tarrasa             | 166       | Johnny Weltz         | Laudelino Cubino  |
| 15.ª    | 10 de mayo  | Valencia-Albacete                               | 192       | Mathieu Hermans      | Anselmo Fuerte    |
| 16.ª    | 11 de mayo  | Albacete-Toledo                                 | 244,4     | Malcolm Elliott      | Anselmo Fuerte    |
| 17.ª    | 12 de mayo  | Toledo-Ávila                                    | 212,5     | Juan Martínez Oliver | Anselmo Fuerte    |
| 18.ª    | 13 de mayo  | Ávila-Palazuelos de Eresma (Destilerías Dyc)    | 150       | Ángel Ocaña          | Anselmo Fuerte    |
| 19.ª    | 14 de mayo  | Las Rozas de Madrid-Collado Villalba            | 30 (CRI)  | Sean Kelly           | Sean Kelly        |
| 20.ª    | 15 de mayo  | Collado Villalba-Madrid                         | 202       | Mathieu Hermans      | Sean Kelly        |

## Equipos participantes
| Equipo           | Jefe de filas         |
| Café de Colombia | Luis Herrera          |
| Alba Cucine      | Stefano Colage        |
| BH               | Álvaro Pino           |
| Bose Fagor       | Robert Millar         |
| Caja Rural       | Marino Lejarreta      |
| Carrera          | Claudio Chiappucci    |
| CLAS             | Casimiro Moreda       |
| Helios - CR      | Miguel Ángel Iglesias |
| Kas-Canal 10     | Sean Kelly            |

| Equipo           | Jefe de filas         |
| Kelme            | Fabio Parra           |
| Pony Malta       | Reynel Montoya        |
| Reynolds         | Julián Gorospe        |
| Ryalcao Postobón | Óscar de Jesús Vargas |
| Sigma - Dormilón | Wilfried Peeters      |
| Seur             | Javier Castellar      |
| Sicasal          | Paulo Pinto           |
| Teka             | Reimund Dietzen       |
| Zahor            | Juan Fernández        |

## Clasificaciones
En esta edición de la Vuelta a España se diputaron ocho clasificaciones que dieron los siguientes resultados:
| \| 1. \| Sean Kelly \| Irlanda \| KAS \| 89h 19' 23" \| \| \| 2. \| Reimund Dietzen \| Alemania Occidental \| TEK \| + 1' 27" \| \| \| 3. \| Anselmo Fuerte \| España \| BH \| + 1' 29" \| \| \| 4. \| Laudelino Cubino \| España \| BH \| + 2' 17" \| \| \| 5. \| Fabio Parra \| Colombia \| KEL \| + 2' 25" \| \| \| 6. \| Robert Millar \| Reino Unido \| FAG \| + 3' 22" \| \| \| 7. \| Jesús Blanco Villar \| España \| TEK \| + 8' 19" \| \| \| 8. \| Álvaro Pino \| España \| BH \| + 8' 25" \| \| \| 9. \| Eddy Schepers \| Bélgica \| FAG \| + 9' 45" \| \| \| 10. \| Roberto Córdoba \| España \| BH \| + 10' 28" \| \| |                     |                     |     |             |  |
| 1. | Sean Kelly          | Irlanda             | KAS | 89h 19' 23" |  |
| 2. | Reimund Dietzen     | Alemania Occidental | TEK | + 1' 27"    |  |
| 3. | Anselmo Fuerte      | España              | BH  | + 1' 29"    |  |
| 4. | Laudelino Cubino    | España              | BH  | + 2' 17"    |  |
| 5. | Fabio Parra         | Colombia            | KEL | + 2' 25"    |  |
| 6. | Robert Millar       | Reino Unido         | FAG | + 3' 22"    |  |
| 7. | Jesús Blanco Villar | España              | TEK | + 8' 19"    |  |
| 8. | Álvaro Pino         | España              | BH  | + 8' 25"    |  |
| 9. | Eddy Schepers       | Bélgica             | FAG | + 9' 45"    |  |
| 10. | Roberto Córdoba     | España              | BH  | + 10' 28"   |  |

| \| 1. \| Sean Kelly \| Irlanda \| KAS \| 248 puntos \| \| 2. \| Mathieu Hermans \| Holanda \| CAJ \| 166 puntos \| \| 3. \| Benny Van Brabant \| Bélgica \| ZAH \| 138 puntos \| |                   |         |     |            |
| 1. | Sean Kelly        | Irlanda | KAS | 248 puntos |
| 2. | Mathieu Hermans   | Holanda | CAJ | 166 puntos |
| 3. | Benny Van Brabant | Bélgica | ZAH | 138 puntos |

| \| 1. \| Álvaro Pino \| España \| BH \| 100 puntos \| \| 2. \| Anselmo Fuerte \| España \| BH \| 62 puntos \| \| 3. \| Sean Kelly \| Irlanda \| KAS \| 60 puntos \| |                |         |     |            |
| 1. | Álvaro Pino    | España  | BH  | 100 puntos |
| 2. | Anselmo Fuerte | España  | BH  | 62 puntos  |
| 3. | Sean Kelly     | Irlanda | KAS | 60 puntos  |

| \| 1. \| Miguel Ángel Iglesias \| España \| HEL \| 19 puntos \| |                       |        |     |           |
| 1.                                                              | Miguel Ángel Iglesias | España | HEL | 19 puntos |

| \| 1. \| José Enrique Carrera \| España \| REY \| - \| |                      |        |     |   |
| 1.                                                     | José Enrique Carrera | España | REY | - |

| \| 1. \| Carlos Muñiz \| España \| CLA \| 90h 05' 07" \| |              |        |     |             |
| 1.                                                       | Carlos Muñiz | España | CLA | 90h 05' 07" |

| \| 1. \| Sean Kelly \| Irlanda \| KAS \| - \| |            |         |     |   |
| 1.                                            | Sean Kelly | Irlanda | KAS | - |

| \| 1. \| BH \| España \| BH \| 267h 55' 02s \| |    |        |    |              |
| 1.                                             | BH | España | BH | 267h 55' 02s |

## Banda sonora
TVE cubre esta prueba escogiendo como banda sonora la canción "Pedaleando", de Serafín Zubiri.